# Strobilanthes barbatus
Strobilanthes barbatus är en akantusväxtart som beskrevs av Christian Gottfried Daniel Nees von Esenbeck. Strobilanthes barbatus ingår i släktet Strobilanthes och familjen akantusväxter. Utöver nominatformen finns också underarten S. b. bonaccordensis.